# 王仪 (三国)
王仪（？—252年），字朱表，三国曹魏官员，北海郡营陵县（今山东省潍坊市）人。王修之子。
王仪高亮雅直。司马昭为安东将军，王仪为司马。东关之战战败后，司马昭问：“近日之事，该归罪於谁？”王仪回答：“责在军师。”司马昭大怒：“王司马想要委罪於孤吗？”司马昭为了发泄，将他杀害。王仪之子王裒，在王仪被杀后拒绝出仕，因此声名大噪，为二十四孝人物之一。